# Matt Pyzdrowski
Matthew Robert Pyzdrowski, född 17 augusti 1986 i Hinsdale i Illinois, är en amerikansk fotbollsmålvakt. Han har tidigare spelat för Ängelholms FF, Helsingborgs IF och Varbergs BoIS i Superettan. 

## Klubbkarriär

### USA
Pyzdrowski började spela fotboll i ett lag som elvaåring. Han tillbringade fyra år på Marquette University (2006–2009) och spelade totalt 58 matcher för Marquette Golden Eagles, som skolans lag heter.
2007 spelade han två matcher för Chicago Fire Premier. Under 2010 spelade Pyzdrowski tre matcher för Portland Timbers i USSF Division-2 Professional League, den amerikanska andradivisionen.

### Sverige
Pyzdrowski kom först till Sverige under 2008 för att träna med Gais, och 2009 provtränade han med GIF Sundsvall. I februari 2011 kom han till Sverige för att provspela för Ängelholms FF, ett provspel som senare ledde till ett kontrakt. Pyzdrowski spelade alla ligamatcher för Ängelholm under säsongen 2011. ÄFF som under 2010 precis undvikit nedflyttning, hade en framgångsrik säsong 2011 där de nådde kvalet till Allsvenskan för första gången i klubbens historia. Pyzdrowski blev efter säsongen utnämnd till "Årets spelare" i klubben.
Säsongen 2012 spelade Pyzdrowski totalt 17 ligamatcher. Under den andra halvan av säsongen hade han skadeproblem och ersattes då av Hampus Nilsson, som lånades in från Helsingborgs IF. I oktober 2012 förlängde han sitt kontrakt med ÄFF med ytterligare två år. Säsongen 2013 spelade han 29 ligamatcher för ÄFF.
Inför säsongen 2018 skrev han kontrakt med Varbergs BoIS.